# Michael Rubbo
Michael Dattilo Rubbo (ur. 31 grudnia 1938 w Melbourne) – australijski reżyser i scenarzysta, autor filmów dokumentalnych.

## Filmografia

### Reżyseria
- The Long Haul Men (1966)
- That Mouse (1967)
- Sir! Sir! (1968)
- Adventures (1968)
- Mrs. Ryan's Drama Class (1969)
- Sad Song of Yellow Skin (1970)
- Here's to Harry's Grandfather (1970)
- Wet Earth and Warm People (1971)
- Summer's Nearly Over (1971)
- Persistent and Finagling (1971)
- OK... Camera (1972)
- The Streets of Saigon (1973)
- The Man Who Can't Stop (1973)
- Jalan, Jalan: A Journey in Sundanese Java (1973)
- Waiting for Fidel (1974)
- I Am an Old Tree (1975)
- The Walls Come Tumbling Down (1976)
- Log House (1976)
- I Hate to Lose (1977)
- Where Have All the Maoists Gone? (1978)
- Tigers and Teddy Bears (1978)
- Yes or No, Jean-Guy Moreau (1979)
- Solzhenitsyn's Children... Are Making a Lot of Noise in Paris (1979)
- Challenger: An Industrial Romance (1980)
- Not Far from Bolgatanga (1982)
- Daisy: The Story of a Facelift (1982)
- Margaret Atwood: Once in August (1984)
- Atwood and Family (1985)
- The Peanut Butter Solution (1985)
- Tomek Oszukaniec i znaczkowy podróżnik (Tommy Tricker and the Stamp Traveller) (1988)
- Vincent et moi (1991)
- Powrót Tomka Oszukańca (1994)
- Wiele hałasu o Szekspira (2001)